# Horace Eckford Roome
Sir Horace Eckford Roome, britanski general, * 1887, † 1964.